# JR貨物UT3C形コンテナ
UT3C形コンテナ（UT3Cがたコンテナ）は、日本貨物鉄道（JR貨物）輸送用として籍を編入している12ft形の、私有コンテナ私有コンテナ（タンクコンテナ）である。
本形式の数字部位 「 3 」は、コンテナの容積を元に決定される。このコンテナ容積3 ㎥の算出は、厳密には端数四捨五入計算の為に、内容積2.5 - 3.4 ㎥の間に属するコンテナが対象となる。また形式末尾のアルファベット一桁部位 「 C 」は、コンテナの使用用途（主たる目的）が 「 危険品の輸送 」を表す記号として付与されている。

## 番台毎の概要

### 0番台
1 - 3
所有者・専用種別不明。
4　
信越化学工業所有。四塩化炭素専用。
5
日本石油輸送所有。臭化水素専用。
6, 7
日本石油輸送所有。フェノールホルマリン専用。
※ 6番は保護枠付き四角形外観。　2段積可能。
8
日陸所有（クラレ借受）。クロロスルホニルイソシアナート専用。
※ 保護枠付き四角形外観。　2段積可能。
9
日陸所有。四塩化炭素専用。
10
日本石油輸送所有（トーケムプロダクツ借受）。FSA（フルオロスルホン酸）専用。
　↓　
日本石油輸送所有（ジェムコ借受）。FSA（フルオロスルホン酸）専用。
　↓
日本石油輸送所有（三菱マテリアル電子化成借受）。FSA（フルオロスルホン酸）専用。
※ 保護枠付き四角形外観。　2段積可能。
11
西日本開発所有。クロルスルホン酸専用。
　↓
トクヤマ所有。クロルスルホン酸専用。
　↓
辰巳商会所有。クロルスルホン酸専用。
※ 保護枠付き四角形外観。　2段積可能。
12
西日本開発所有。クロルスルホン酸専用。
　↓
トクヤマ所有。クロルスルホン酸専用。
※ 保護枠付き四角形外観。　2段積可能。
13
トクヤマ所有。クロルスルホン酸専用。
※ 保護枠付き四角形外観。　2段積可能。
14
西日本開発所有。クロルスルホン酸専用。
　↓
トクヤマ所有。クロルスルホン酸専用。
　↓
辰巳商会所有。クロルスルホン酸専用。
※ 保護枠付き四角形外観。　2段積可能。
15 - 23
三菱化学物流所有。EL（電子部品製造用高純度）硝酸専用。
※ 保護枠付き四角形外観。　2段積可能。

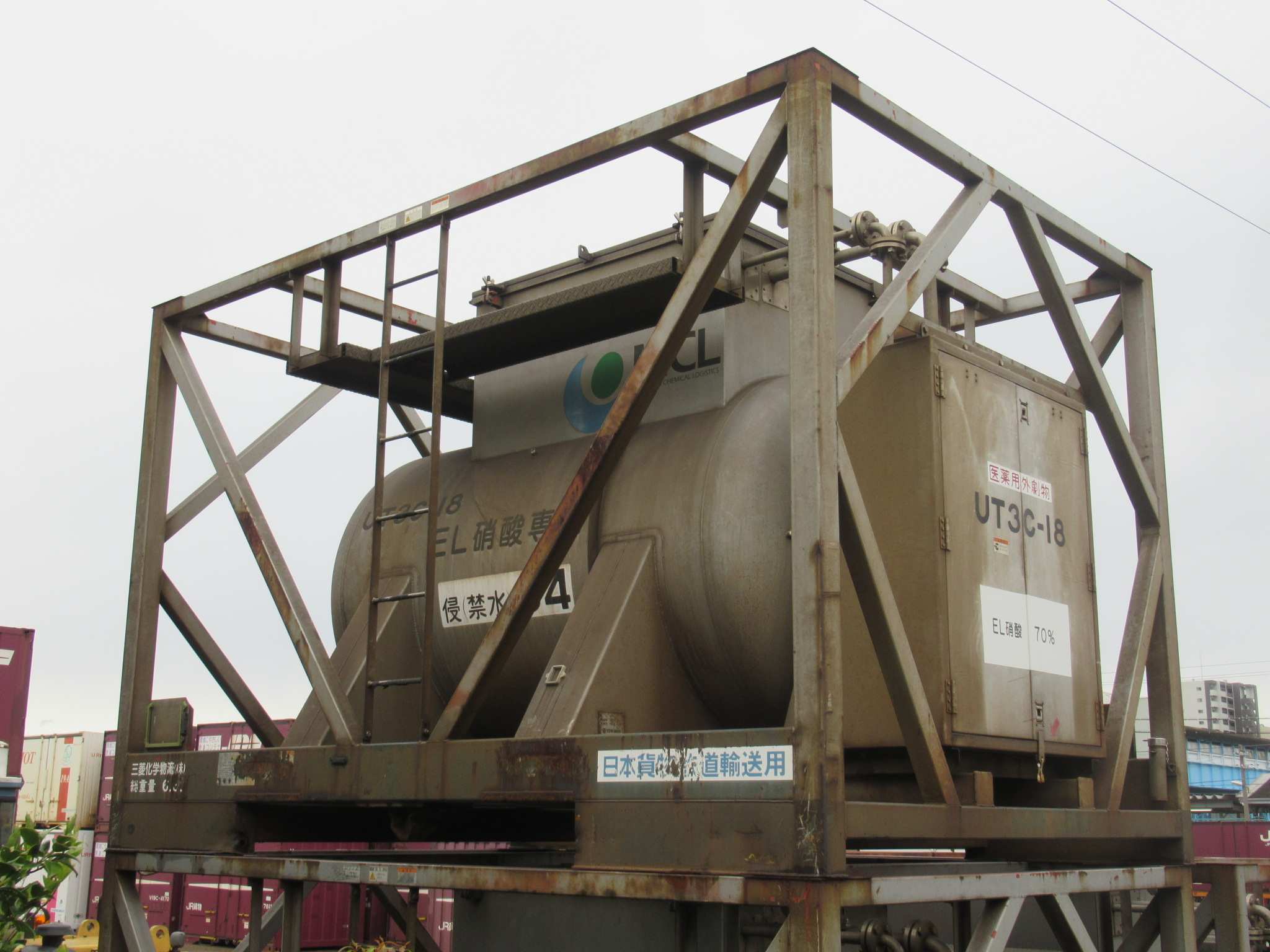
UT3C-18 三菱化学物流所有。

24
日陸所有。四塩化炭素専用。
25
日陸所有（森田化学工業借受）。フッ化水素酸専用。
※ 保護枠付き四角形外観。　2段積可能。

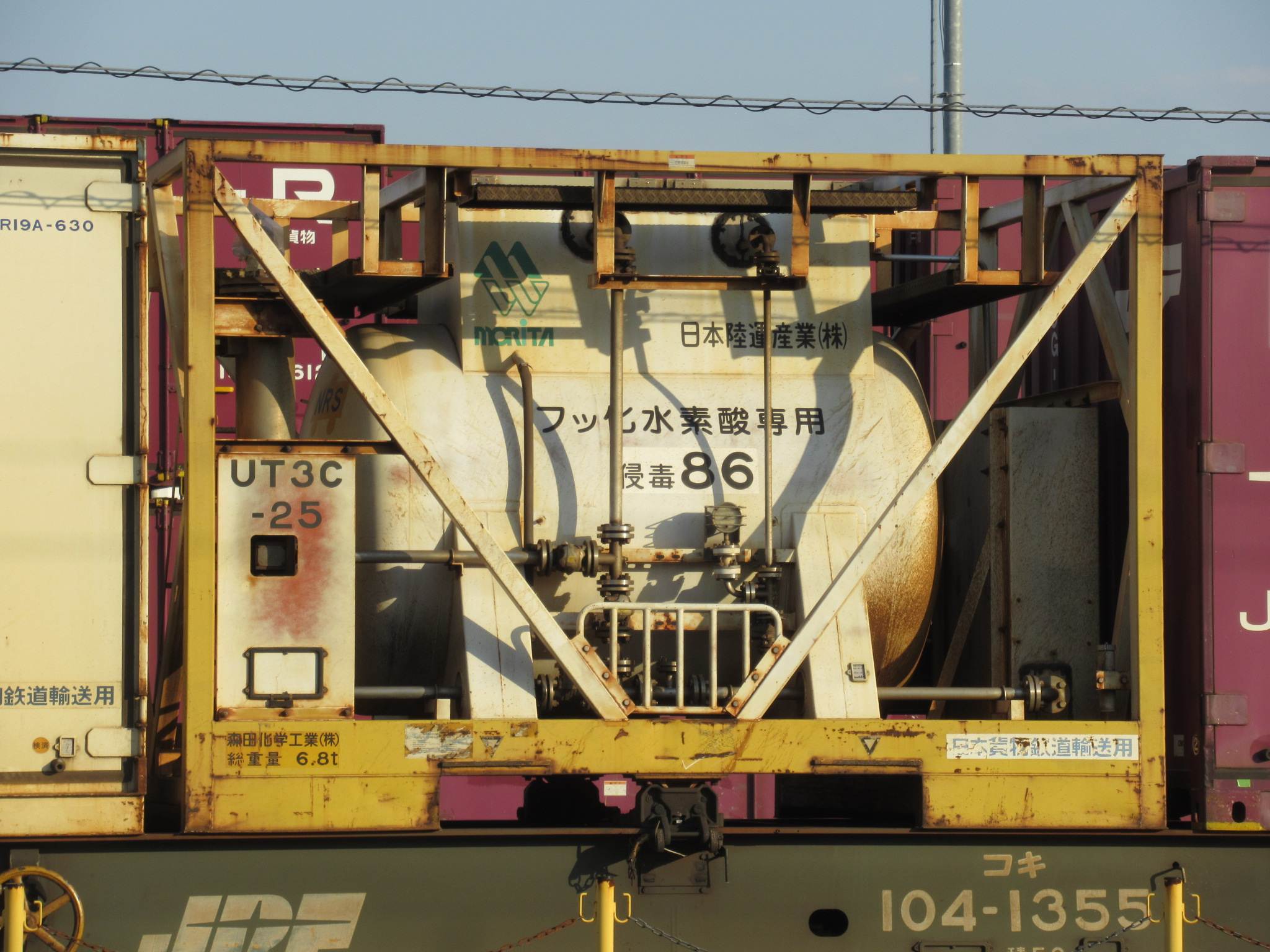
UT3C-25 日陸所有、森田化学工業借受。

26
日本石油輸送所有（住友精化借受）。塩化チオニール専用。総重量6.7t。
※ 保護枠付き四角形外観。　空積時のみ2段積可能。

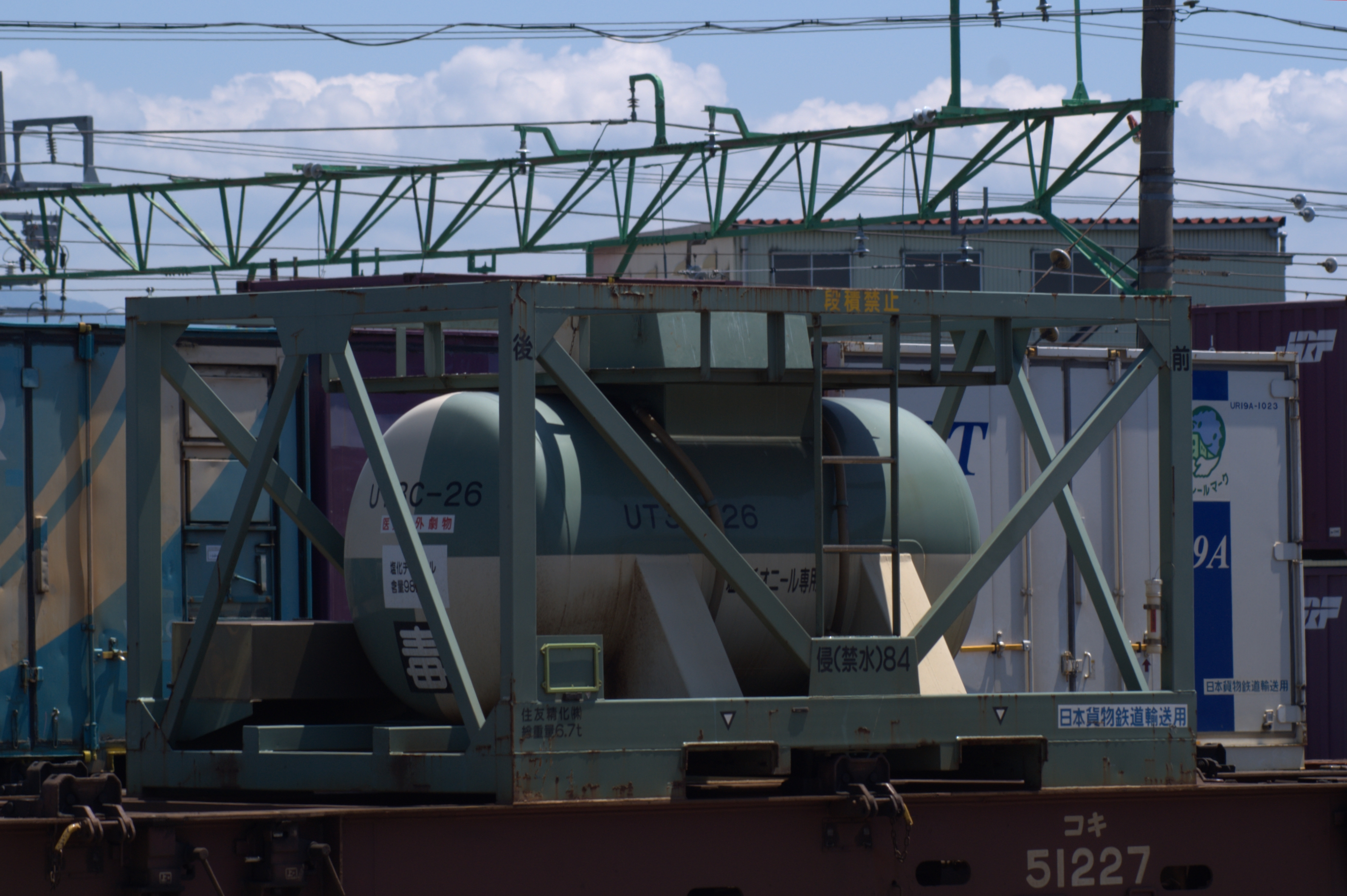
UT3C-26 日本石油輸送所有、住友精化借受。